# Paul Wellstone
Paul David Wellstone, född 21 juli 1944 i Washington D.C., död 25 oktober 2002 i en flygolycka nära Eveleth, Minnesota, var en amerikansk politiker (demokrat). Han var senator för Minnesota från 3 januari 1991 fram till sin död.
Han gifte sig 1963 med jämnåriga Sheila Ison. 1965 avlade han sin grundexamen i statsvetenskap vid University of North Carolina at Chapel Hill. Han hade inlett sina studier tack vare ett brottningsstipendium. Han disputerade 1969 för doktorsgraden med avhandlingen "Black Militants in the Ghetto: Why They Believe in Violence". Han arbetade senare som professor i statsvetenskap vid Carleton College i Northfield, Minnesota.
Han utmanade sittande senatorn Rudy Boschwitz i 1990 års kongressval och vann knappt. 1996 omvaldes Wellstone och Boschwitz var på nytt republikanernas kandidat. Den gången kallade Boschwitz honom "Senator Welfare" ("Senator Välfärd") och påstod att Wellstone var för flaggbränning.
Wellstone hade tidigare lovat att sitta bara två mandatperioder i senaten men han ändrade sig 2002. Kampanjen avbröts tragiskt när han, hustrun Sheila och ett av deras tre barn, dottern Marcia, omkom i en flygolycka. De var på väg till en begravning i staden Eveleth. Det var dessutom meningen att Wellstone skulle delta i en debatt mot republikanernas kandidat Norm Coleman i Duluth senare samma dag. Wellstone var judisk.